# Station Le Bras de Fer - Évry - Génopole
Station Le Bras de Fer - Évry - Génopole is een spoorwegstation aan de spoorlijn Grigny - Corbeil-Essonnes. Het ligt in de Franse gemeente Évry-Courcouronnes in het departement Essonne (Île-de-France).

## Geschiedenis
Het station is op 6 december 1975 geopend bij de opening van de spoorlijn Grigny - Corbeil-Essonnes.

## Ligging
Het station ligt op kilometerpunt 8,700 van de spoorlijn Grigny - Corbeil-Essonnes.

## Diensten
Het station wordt aangedaan door verschillende treinen van de RER D:
- tussen Châtelet - Les Halles en Malesherbes;
- tussen Villiers-le-Bel - Gonesse/Juvisy en Melun via Évry - Courcouronnes. Tijdens deze spits rijden de treinen niet verder van Juvisy, in de daluren rijden de treinen verder naar Villiers-le-Bel - Gonesse.

## Vorige en volgende stations
| Richting                         | Vorig station               | Lijn  | Volgend station  | Richting       |
| -------------------------------- | --------------------------- | ----- | ---------------- | -------------- |
| Station Châtelet - Les Halles D8 | Évry - Courcouronnes Centre | RER D | Corbeil-Essonnes | Malesherbes D4 |
| Juvisy                           | Évry - Courcouronnes Centre | RER D | Corbeil-Essonnes | Melun D2       |